# Viktor Weinhengst
Viktor Weinhengst, křtěný Viktor Adolf Otto (1. ledna 1855 Hradec Králové – 25. ledna 1903 Hradec Králové) byl český architekt a stavitel 2. poloviny 19. století.
Byl zvolen do městského zastupitelstva v Hradci Králové, kde se v roce 1895 dokonce stal členem městské rady a od roku 1899 náměstkem starosty. Krátkou dobu vedl městskou technickou kancelář, snažil se o rozšiřování městských lesů. Byl velmi aktivním členem řady spolků a společností (např. člen správní rady pivovaru, Záložního úvěrního ústavu, člen kuratoria Městského průmyslového muzea, starosta Sokola v Hradci Králové i starosta Sokolské župy Orlické). V roce 1883 se stal členem Spolku architektů a inženýrů v Království českém a v roce 1900 dokonce jeho předsedou.

## Život

### Studium
Od roku 1866 do roku 1869 studoval Nižší reálnou školu v Hradci Králové. Vyšší reálnou školu absolvoval v Praze. Ve studiu pokračoval v letech 1872–1875 na české technice v Praze a současně navštěvoval i německou techniku v Praze, kde se věnoval studiu stavitelství. Následně odjel do Vídně, kde měl možnost studovat na Umělecké akademii.

### Dílo
Jako architekt a stavitel se začal prosazovat už v roce 1884, kdy vyprojektoval přestavbu dnešní budovy královéhradeckého Klicperova divadla. Zvrat v jeho kariéře přišel až roku 1893, kdy město započalo s bouráním pevnostních hradeb, které stávaly v místech dnešních budov Záchranného hasičského sboru u řeky Orlice. Ve stejném roce vyprojektoval také Grand-hotel Josefa Fränkla na tehdejší Jiříkově třídě (dnes ulice ČSA). V letech 1899–1901 byla podle jeho návrhu postavena budova kláštera Kongregace Školských sester de Notre Dame. Následovala realizace návrhu budovy Nového Borromea na Orlickém nábřeží v letech 1900–1902. Viktor Weinhengst se věnoval také projektům mimo Hradec Králové, mezi jeho nejznámější mimohradecké práce patří přestavba Městského pivovaru v Plzni v roce 1895.

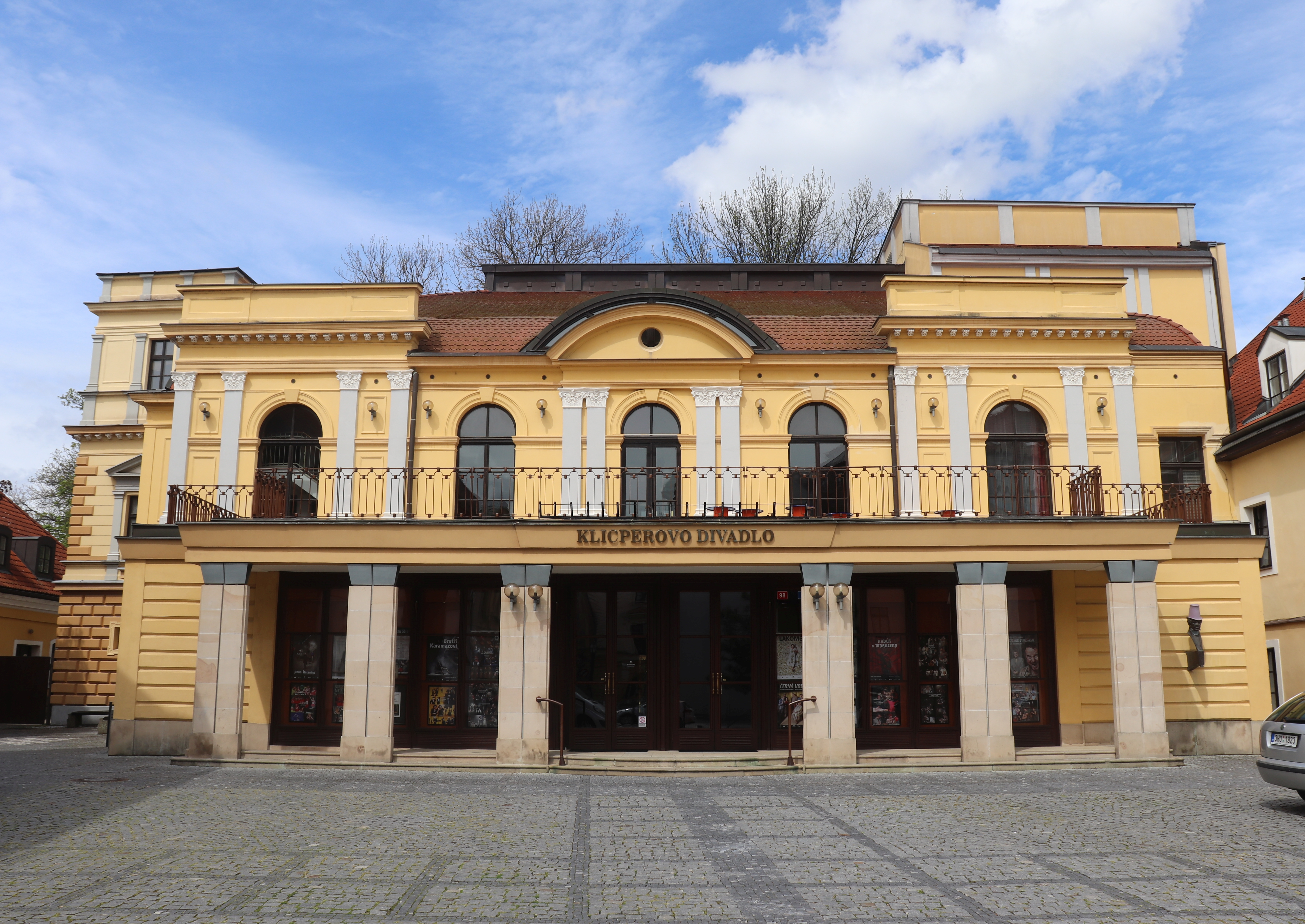
Klicperovo divadlo

### Výběr architektonických realizací
- 1883 – Lutherův ústav, později V. Rejchlem st. přestavěn a přejmenován na Husův dům
- 1884 – Klicperovo divadlo v Hradci Králové[3]
- 1885–1887 – Stará nemocnice (okresní nemocnice arcivévodkyně Elišky) v Hradci Králové[4][5]
- 1887 – synagoga ve dvoře domu čp. 67 v Hradci Králové[3]
- 1895 – přestavba Městského pivovaru v Plzni[3]
- 1897 – novobarokní budova hotelu Grand v Hradci Králové[3]
- 1899–1901 – klášter Kongregace Školských sester de Notre Dame v Hradci Králové[3]
- 1900–02 – Borromeum na Orlickém nábřeží v Hradci Králové[3]

### Výběr realizací v roli stavitele
- 1896 – stavební dozor Adalbertina v Hradci Králové[3][6]
- 1898 – stavitel tzv. Weinhengstova domu ("U České královny") na Eliščině nábřeží 310/21 v Hradci Králové[3][7]